# Giovanni Ordelaffi

Wappen der Ordelaffi

Giovanni Ordelaffi (* um 1355 in Forlì; † 1399 ebendort) war ein italienischer Condottiere.

## Leben
Giovanni Ordelaffi wurde um 1355 als Sohn von Ludovico Ordelaffi und Caterina Malatesta in Forlì geboren.
Giovannis Großvater war Francesco II., Herr von Forlì, Cesena und Forlimpopoli, der eine stark kirchenfeindliche Politik betrieb und seinen Vater Ludovico mit dem Kommando über Truppen der Feldzüge gegen den Papst betraute. Als Ludovico 1356 starb rebellierte Cesena und die Truppen des päpstlichen Legaten Egidio de Albornoz kamen den Aufständischen zu Hilfe. Am 21. Juni 1357 mussten die Ordelaffi schließlich kapitulieren und 1359 auf die Herrschaft über die Stadt verzichten.
Über Giovannis Leben in diesen Jahren ist wenig bekannt. Sein Onkel Sinibaldo stand als Berufssoldat in den Diensten der Visconti und Venedigs. Es ist anzunehmen, dass auch Giovanni eine militärische Ausbildung erhielt. 1375 konnte Sinibaldo nach Forlì zurückkehren und die Herrschaft über die Stadt übernehmen.
Ende 1378 nahm Giovanni als Bevollmächtigter seines Onkels an den Verhandlungen mit Papst Urban VI. teil, die zu Beginn des folgenden Jahres zur Versöhnung der Ordelaffi mit dem Papsttum und zur Übertragung des Apostolischen Vikariats an Sinibaldo führten.
Im Jahr 1382 wurde Giovanni zum Senator von Siena ernannt, einem auswärtigen Beamten, dessen Aufgabe es war, die öffentliche Ordnung zu schützen und politische Unruhen zu verhindern und zu unterdrücken. Nach einem Streit mit dem Podestà und einer Schlägerei, bei der ein Gefolgsmann Ordelaffis und ein Leibwächter des Podestà ums Leben kamen, wurde er jedoch bald wieder seines Amtes enthoben.
1385 wurde Sinibaldo durch eine Verschwörung seiner Neffen Cecco und Pino abgesetzt und in der Rocca di Ravaldino gefangen gehalten. Im folgenden Jahr organisierte Giovanni mit der Unterstützung zahlreicher Bürger und der Soldaten des Condattiere Konrad von Landau einen Komplott zur Befreiung seines Onkels. Der Plan wurde jedoch entdeckt und vereitelt, Sinibaldo starb im November in Gefangenschaft.
1386 versuchte Antonio della Scala, Herr von Verona, seine Position zu stärken und sich in den Konflikt zwischen Venedig und Padua einzumischen. Am 11. März 1387 kam es bei Castagnaro zur entscheidenden Schlacht zwischen den Truppen Veronas unter Giovanni Ordelaffi und den Truppen Paduas unter John Hawkwood und anderen führenden italienischen Condottiere. Giovanni wurde besiegt und gefangen genommen.
Im Oktober 1387 nutzte Gian Galeazzo Visconti die Gelegenheit, Verona und anschließend Vicenza zu besetzen. Giovanni Ubaldini wurde zum Generalkapitän ernannt, dem sich auch Giovanni Ordelaffi anschloss. Offenbar erfolgte seine Freilassung mit der Verpflichtung im Dienste der Visconti zu kämpfen. Ubaldinis Männer griffen Forli an, um Giovanni Ordelaffi wieder als Herrscher einzusetzen. Als dieser Versuch und die Angriffe auf weitere Burgen der Ordelaffi scheiterten, zogen die Truppen plündernd in das Gebiet von Ravenna. Nach schweren Meinungsverschiedenheiten mit Ubaldini verließ Giovanni die Kompanie und trat in den Dienst der Malatesta.
Die nächsten Jahre von Giovannis Leben sind schwer zu rekonstruieren. Ständig wurden neue Kompanien gebildet und wieder aufgelöst, und die Condottieri zogen auf der Suche nach den besten Aufträgen und der reichsten Beute durch ganz Italien.
1399 erhielt Giovanni von seinen Cousins Pino und Cecco die Erlaubnis, nach Forlì zurückzukehren, wo er noch im selben Jahr von Cecco vergiftet wurde.

## Nachkommen
Giovanni heiratete im Jahr 1379 Francesca da Correggio, die Tochter von Antonio da Correggio, mit der er eine Tochter hatte:
- Caterina (um 1380–Juli 1466), die Signora von Castel Bolognese war und 1404 Bartolomeo di Pietro Fregoso, den Herrn von Sarzana, heiratete.[2][3]